# Starobucký potok
Starobucký potok je tok v Královéhradeckém kraji v okrese Trutnov. Pramení západně od Nového Rokytníku, části Trutnova, ve výšce 500 m n. m. Odtud teče západním směrem obcí Staré Buky a městem Pilníkov. Na jeho jihozápadním okraji, v katastrálním území Pilníkov II, se vlévá do Pilníkovského potoka.
Délka jeho toku činí 10,5 km.

## Významnější přítoky
- Žďárský potok, zleva
- Dolnický potok, zprava
- Volanovský potok, zprava
- Prkenný potok, zleva

## Další fotografie

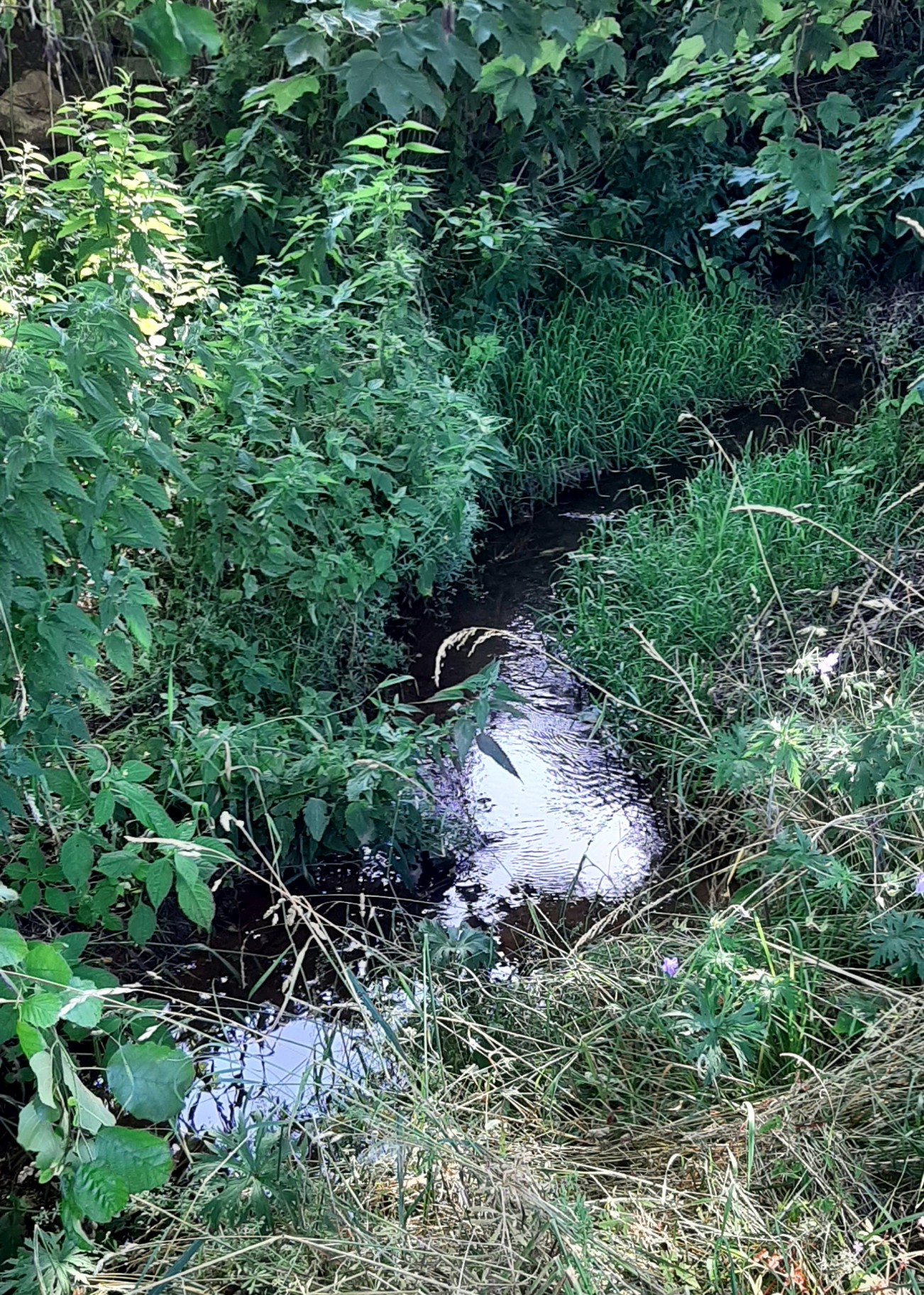
Potok v Horních Starých Bucích
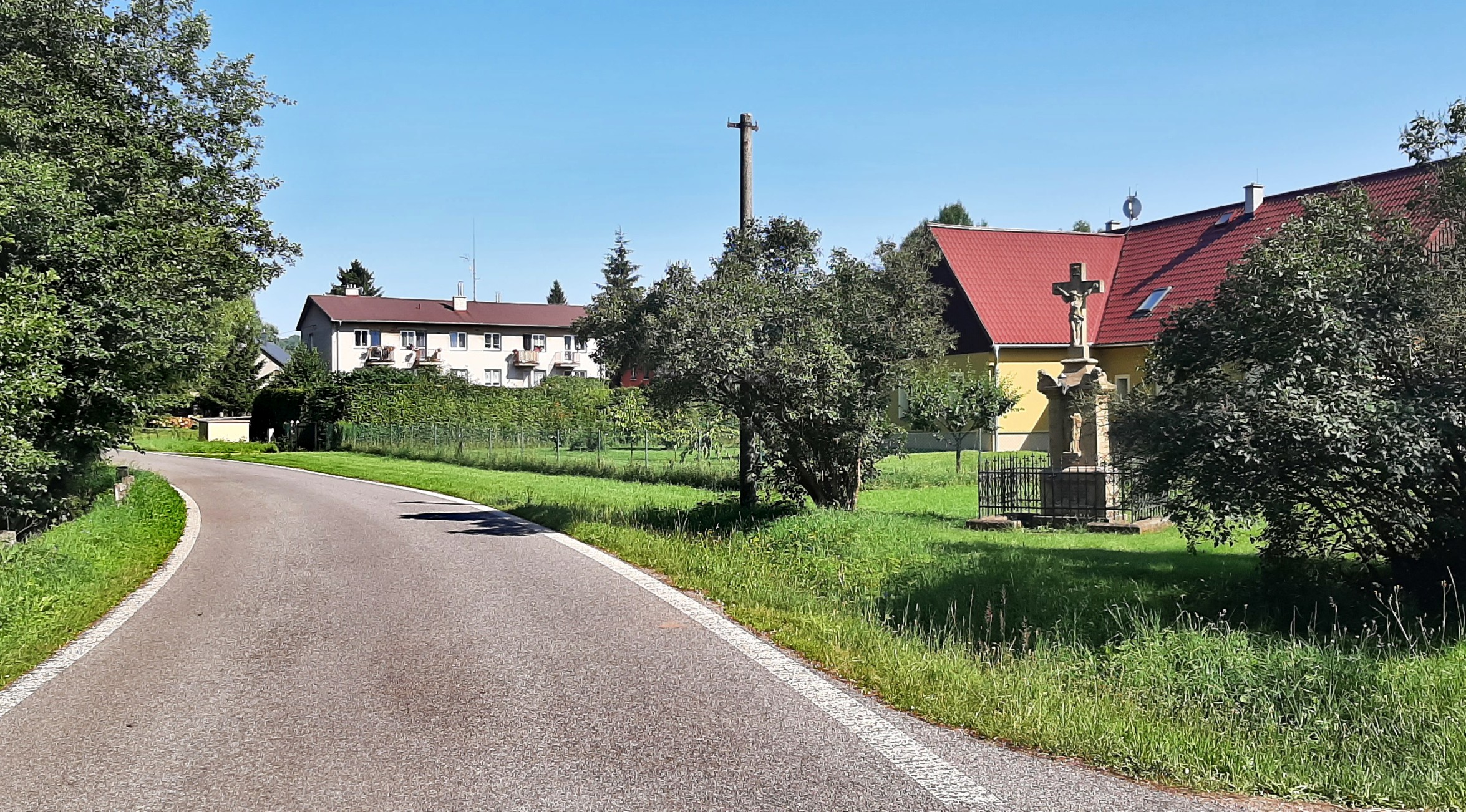
Údolí potoka v Prostředních Starých Bucích